# 9230 Yasuda
9230 Yasuda (1996 YY2) là một tiểu hành tinh vành đai chính được phát hiện ngày 29 tháng 12 năm 1996 bởi N. Sato ở Chichibu.